# Nokia 3210
Nokia 3210 — двухдиапазонный сотовый телефон, выпущенный компанией Nokia в 1999 году. Модель стала одной из самых успешных в истории мобильных телефонов: было продано 160 миллионов экземпляров.
Телефон получил коммерческий успех благодаря комбинации нескольких факторов: встроенной антенне, системе ввода текста T9 и доступной цене. Это была первая модель Nokia, рекламная кампания которой была ориентирована на молодёжную аудиторию, что способствовало её популярности. Телефон был компактнее по сравнению с предыдущими моделями компании и пользовался наибольшим спросом среди пользователей в возрасте от 15 до 25 лет.
Габариты Nokia 3210 составляют 123,8 × 50,5 × 16,7—22,5 мм, вес — 153 г. Устройство оснащено десятью цифровыми клавишами (0–9), клавишами «*» и «#», а также четырьмя функциональными кнопками: клавиша сброса (используется для выхода на верхний уровень меню), кнопки навигации («вперёд» и «назад») и центральная клавиша для вызова меню и выбора пунктов. В верхней части корпуса расположена кнопка переключения профилей. В нижней части находятся разъёмы для зарядки аккумулятора и подключения гарнитуры или автомобильного комплекта hands-free. Панели корпуса были съёмными и продавались отдельно, что позволяло пользователям изменять внешний вид телефона.
По мнению историка науки и технологий Джона Агара, Nokia 3210 стал «доступным, хорошо спроектированным средством массовой коммуникации»[1].
В 2024 году компания HMD представила обновлённую версию Nokia 3210, оснастив её камерой, вспышкой и поддержкой сетей 4G[2].

## Программное обеспечение
Телефон поставлялся с тремя предустановленными играми: «Змейка», «Память» (игра на запоминание парных картинок) и «Вращение». Благодаря этим играм Nokia 3210 приобрёл популярность среди молодёжи. В некоторых версиях телефона были скрытые игры «Реакция» (React) и «Логика» (Logic), доступ к которым можно было получить с помощью специального программного обеспечения при подключении устройства к компьютеру.
Одной из ключевых особенностей модели стала встроенная антенна. В то время как большинство мобильных телефонов имели внешние антенны, встроенное решение Nokia 3210 улучшало эргономику устройства. Однако приём сигнала был немного слабее, чем у предшественника Nokia 3110.
Телефон поддерживал отправку графических открыток через SMS, среди которых было изображение праздничного торта со свечами.
Модель была ориентирована на молодёжную аудиторию и предлагалась по доступной цене. В конце 1990-х годов мобильные телефоны были распространены преимущественно среди взрослого и делового населения, но Nokia 3210 способствовал популяризации мобильной связи среди молодёжи.
Изначально телефон разрабатывался с функцией виброзвонка, однако в некоторых регионах Nokia выпустила модификации без этой функции. Спустя несколько месяцев после начала продаж мастерские по ремонту мобильных телефонов начали предлагать услугу установки виброзвонка за дополнительную плату.

## Технические характеристики
- Работа аккумулятора:

- В режиме ожидания: 55–260 часов
- В режиме разговора: 180–270 минут
- Время зарядки: 4 часа

- Размеры экрана: 84 x 48 px
- Программа для самостоятельного создания мелодии звонка
- Функция виброзвонка (не во всех регионах)
- Функция быстрого набора номера
- 3 игры
- Внутренняя антенна
- Зелёная подсветка
- Калькулятор
- Таймер, секундомер
- Будильник